# Popillia leonardi
Popillia leonardi är en skalbaggsart som beskrevs av Limbourg 2006. Popillia leonardi ingår i släktet Popillia och familjen Rutelidae. Inga underarter finns listade i Catalogue of Life.